# بیدمشک (سربیشه)
بیدمشک یک روستا در ایران است که در دهستان نهارجان شهرستان سربیشه واقع شده‌است. بیدمشک ۲۷ نفر جمعیت دارد.